# Kesh (sijismo)

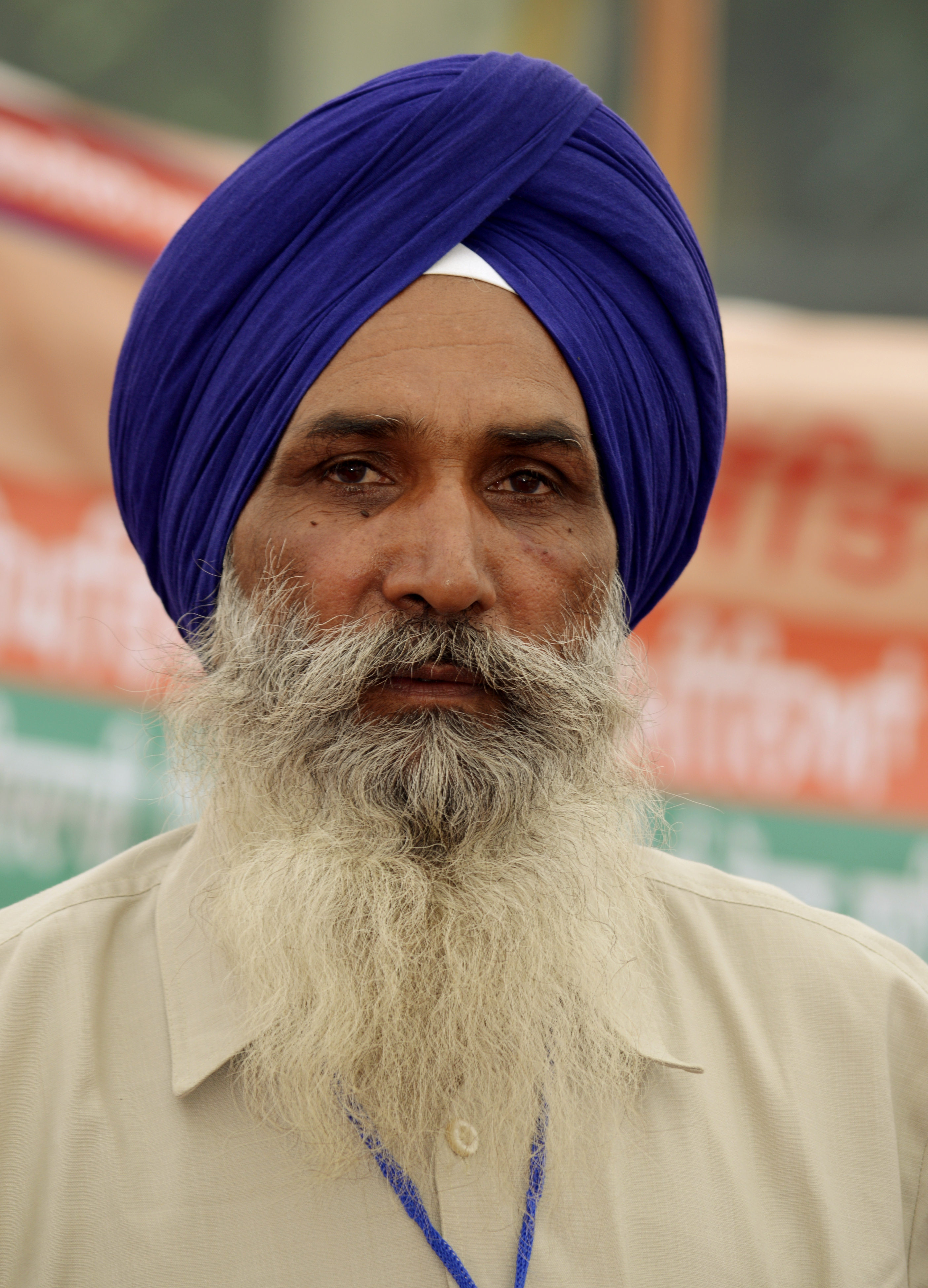
Un hombre sij viste un turbante, para cubrir su cabello.

El kesh, en el sijismo, es la acción de dejarse crecer el cabello, como un símbolo de respeto hacia la creación de Dios. La práctica del kesh, es una de las Cinco K, los símbolos ordenados por el Gurú Gobind Singh en 1699, como un medio para profesar la fe del sijismo. El cabello se peina dos veces al día con la kanga (un peine de madera), otra de las cinco K, y es atado con un simple nudo, conocido como joora o rishi knot. Este nudo es normalmente sostenido con la kanga, y el cabello se cubre luego con un turbante. 

## Significado

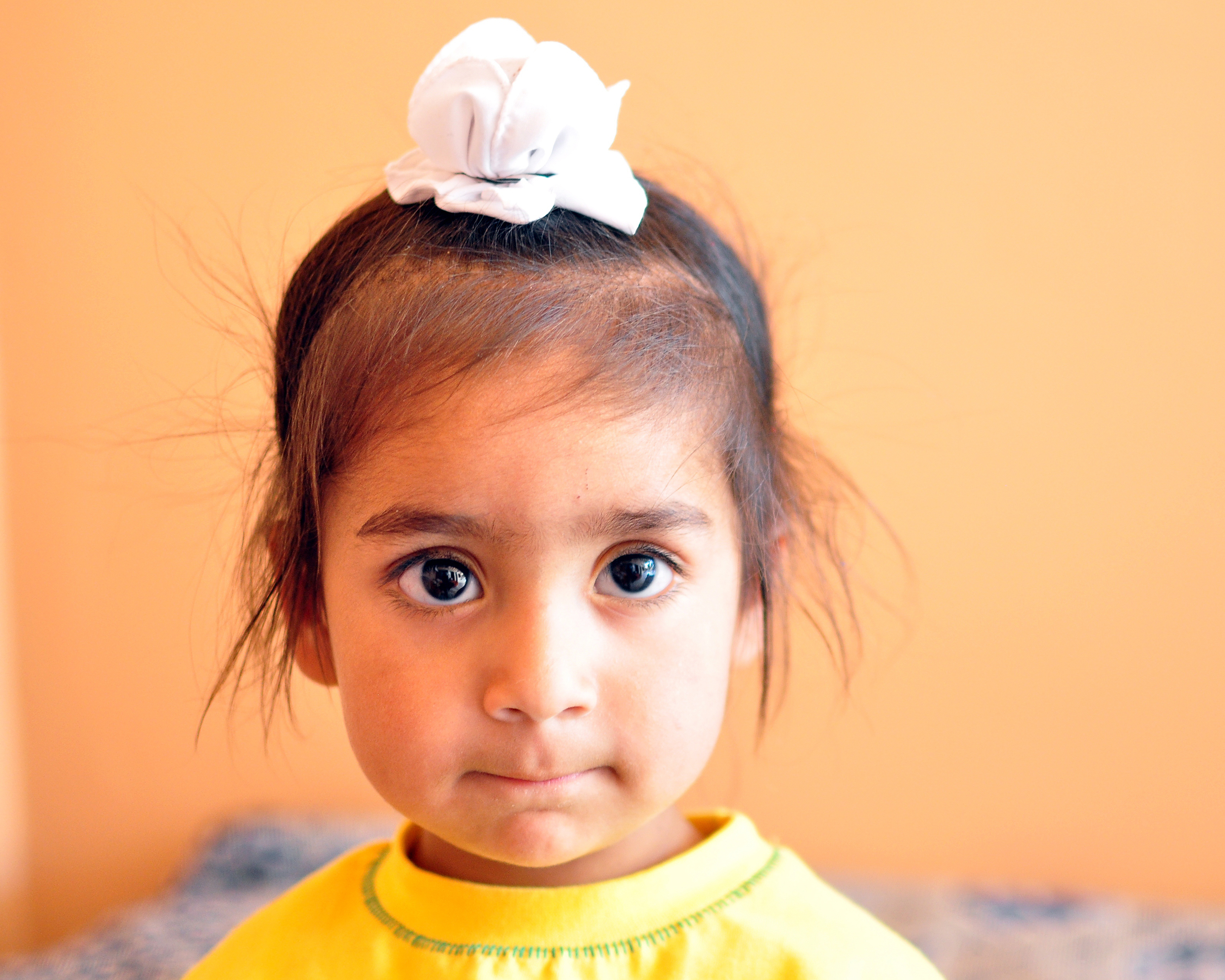
Un niño sij lleva puesto un rumal.

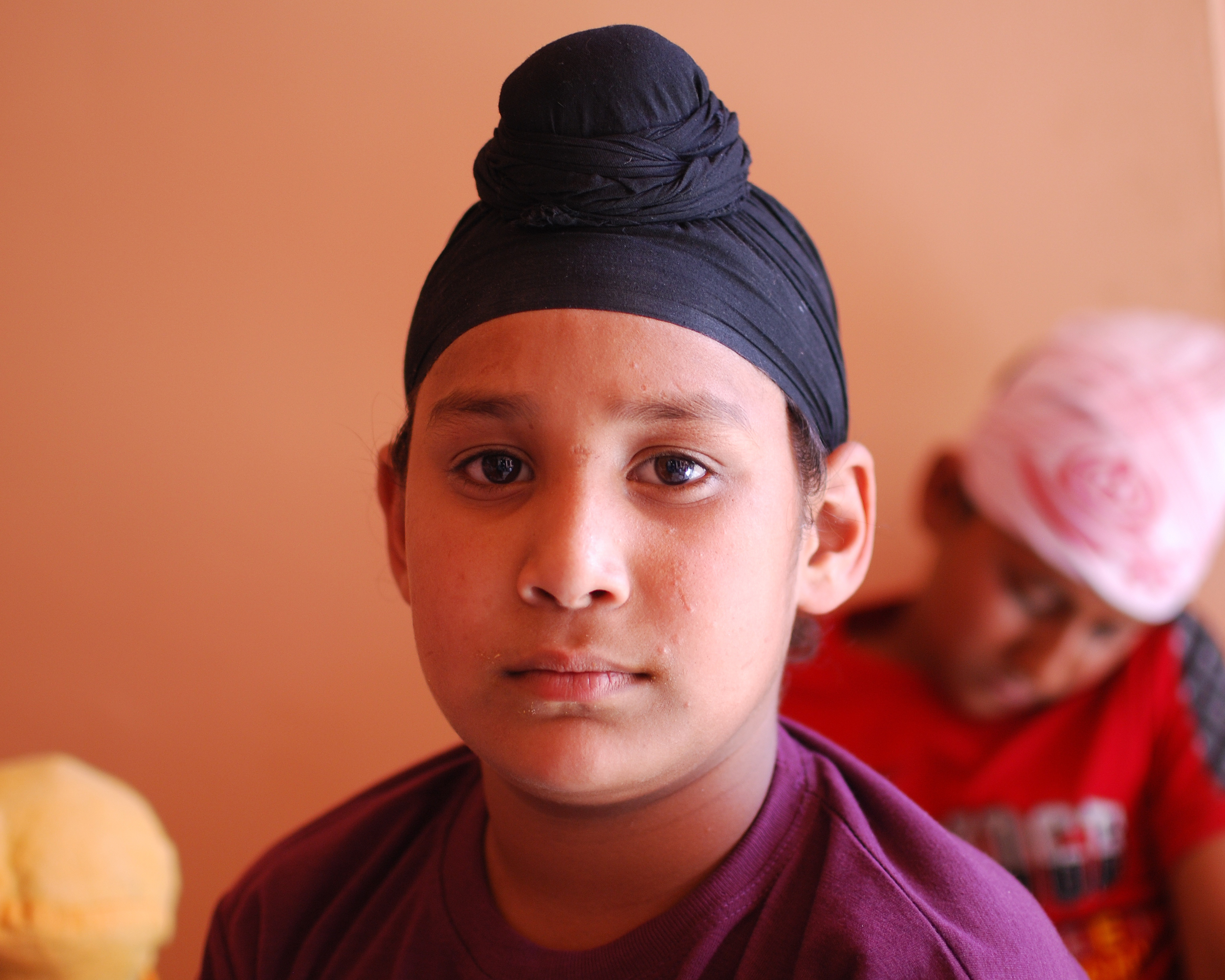
Muchacho sij vistiendo una patka.

El kesh es una señal de devoción a Dios, el kesh hace recordar a los sijs que deben obedecer la voluntad de Dios. Durante el ritual del Amrit Sanchar en 1699, el Gurú Gobind Singh, explicó el motivo para esto:
"Mis sijs no usarán la cuchilla. Para ellos el uso de la cuchilla, o afeitarse la barba serán tan pecaminosos como el incesto. Para la Khalsa este símbolo estará prescrito, para que los sijs puedan ser clasificados como puros."
Al no cortarse el pelo, los sijs honran a Dios, pues es Dios quién nos ha regalado el cabello. La práctica del Kesh, junto con el peinado del cabello, usando la kanga (un peine de madera), es una muestra de respeto hacia Dios, y hacia todos sus regalos. Tan importante es el Kesh, que durante la persecución de los sijs bajo el Imperio Mogol, los seguidores del sijismo preferían afrontar la muerte antes que afeitarse la barba, o cortarse el cabello, aunque esto les hubiera permitido poder ocultarse y salvar sus vidas.

## Tendencias modernas
En los tiempos modernos, la moda de llevar el pelo corto ha rivalizado con la tradición. Aproximadamente la mitad de los hombres sijs de la India, han abandonado el turbante, y se cortan el pelo. Los motivos para esto van desde la simple conveniencia, evitar tener que peinarse a diario, y atarse el cabello, o bien porque sus padres se cortan el pelo, y sus hijos han decidido cortarse el pelo ellos también, y por la presión social de la cultura mayoritaria, para ajustar su apariencia a la moda.